# Acanthoceto
Acanthoceto là một chi nhện trong họ Anyphaenidae.